# Ювілейний (Тернопіль)
«Ювілейний» (офіційно — мікрорайон № 8) — житловий мікрорайон на північно-східних околицях Тернополя, входить до житлового масиву Сонячний.
Площа мікрорайону — 36 га, населення становить 7960 осіб (2017).

## Назва
Назва мікрорайону походить із радянських часів, адже його будівництво присвятили до 100-ліття з дня народження Володимира Леніна. Нині назва вийшла з ужитку, її витіснило аполітичне «Бам».

## Навчальні заклади
- Тернопільська загальноосвітня школа № 19
- Тернопільська загальноосвітня школа № 20
- Тернопільська загальноосвітня школа № 21